# In Dreams (album Roy Orbison)
In Dreams è il quarto album in studio del cantautore e chitarrista statunitense Roy Orbison, pubblicato nel 1963.

## Tracce
Side 1
1. In Dreams – 2:51 (Roy Orbison)
2. Lonely Wine – 2:57 (Roy Wells)
3. Shahdaroba – 2:41 (Cindy Walker)
4. Blue Avenue – 2:30 (Joe Melson, Roy Orbison)
5. No One Will Ever Know – 2:31 (Mel Foree, Fred Rose)
6. Sunset – 2:23 (Joe Melson, Roy Orbison)

Side 2
1. House Without Windows – 2:15 (Fred Tobias, Lee Pockriss)
2. Dream – 2:32 (Johnny Mercer)
3. Blue Bayou – 2:38 (Roy Orbison)
4. (They Call You) Gigolette – 2:27 (Joe Melson, Roy Orbison)
5. Beautiful Dreamer – 2:21 (Stephen Foster; arr. Franz Conde)
6. My Prayer – 2:47 (Georges Boulanger, Jimmy Kennedy)